# Kolga (Estland)

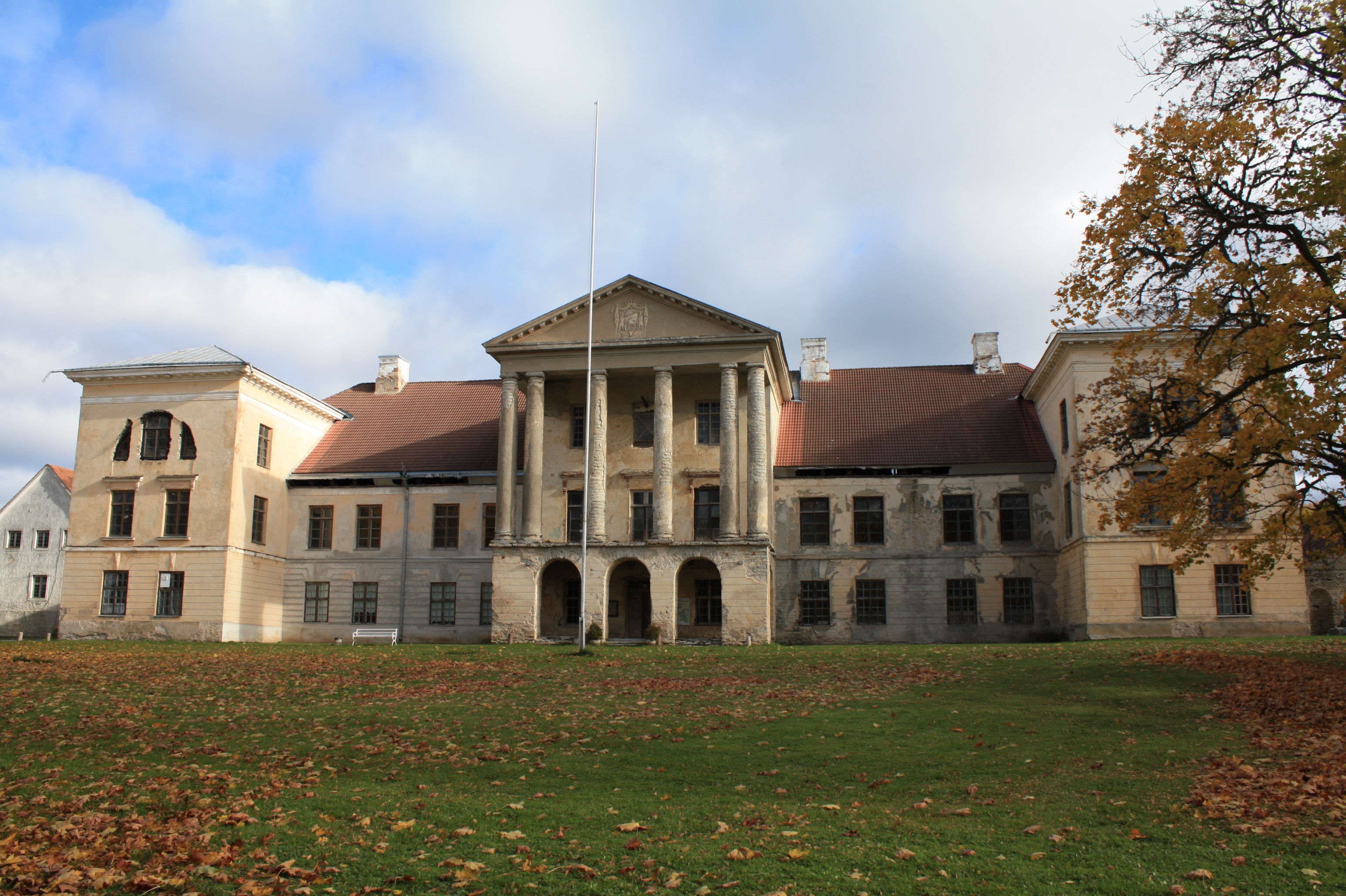
Herrenhaus Kolk, heute Kolga

Kolga (deutsch Kolk) ist ein Dorf in der Landgemeinde Kuusalu im estnischen Kreis Harju. Kolga hat 519 Einwohner (1. Januar 2007).
Kolga wurde erstmals 1241 unter dem Namen Põdratut erwähnt. 1488 trug es den Namen Purckell. Ab dem Jahr 1290 ist dort ein Siedlungsplatz für Mönche unter der Bezeichnung villa Kolco überliefert. Das Gut gehörte bis 1519 zum Kloster Roma
der Zisterzienser auf der Insel Gotland, bevor es in das Eigentum der dänischen Krone überging. Das mittelalterliche Gutshaus war wahrscheinlich stark befestigt, wurde aber im Livländischen Krieg weitgehend zerstört. Ab 1558 gehörte es vorübergehend dem dänischen Statthalter Christoph von Münchhausen. Es fiel dann an die russische Armee, danach ab 1581 als Geschenk des schwedischen Königs an den Adligen Pontus de la Gardie. Ende des 17. Jahrhunderts ging es auf die Familie Stenbock über.
1626 wurden die Überreste der Zisterzienser-Siedlung abgetragen. Kurze Zeit später begann man auf dem Rittergut mit großer Bautätigkeit. 1642 wurde der Vorläufer des heutigen Gutshauses aus Stein errichtet. Es wurde von 1765 bis 1768 im barocken Stil umgebaut. Sein heutiges klassizistisches Aussehen erhielt das prächtige Herrenhaus in den 1820er Jahren, als die Seitenflügel verstärkt und ein weiteres Stockwerk aufgesetzt wurden. Den Eingangsbereich prägt ein repräsentativer Portikus aus sechs gruppierten Säulen. Ab dem 18. Jahrhundert kamen auch zahlreiche Wirtschaftsgebäude hinzu.
Mit der Besetzung Estlands enteignete die Sowjetunion 1940 die Familie Stenbock. Das Gut ging in sowjetischen Staatsbesitz über. 1993, nach Wiedererlangung der staatlichen Unabhängigkeit, gab der estnische Staat der Familie das Anwesen zurück, die es allerdings nach einigen Jahren veräußerte.
Ein Großteil des Herrenhauses befindet sich in schlechtem baulichen Zustand, doch mit der Instandsetzung wurde begonnen.